# Nihil Novi (czasopismo)
Nihil Novi. Magazyn literacko-artystyczny – czasopismo literacko-artystyczne założone w 1994 przez Stanisława Chyczyńskiego i Iwonę Madej w Kalwarii Zebrzydowskiej. W latach 1994–96 ukazywało się jako miesięcznik, później nieregularnie.
Pismo na swoich łamach zamieszcza: poezję, prozę, publicystykę, reprodukcję prac plastycznych, aforyzmy. Stałe rubryki to m.in.: Gość Specjalny, Działko Klasyczne, Środek Poetycki, Recenzje, Galeria Autorska. Z założenia czasopismo ma charakter alokalny, tzn. prezentowany materiał autorski powinien budzić zainteresowanie czytelnika w dowolnym miejscu Polski.

## Historia
Po raz pierwszy „Nihil Novi” ukazało się w listopadzie 1994, jako miesięcznik. Nazwę wymyśliła Iwona Madej, a koncepcję periodyku wypracował redaktor naczelny Stanisław Chyczyński. Do czerwca 1996 czasopismo ukazywało się regularnie, jako miesięcznik, pod egidą Ośrodka Kultury w Kalwarii Zebrzydowskiej. Później częstotliwość edycji obniżała się sukcesywnie. Zimą 2002/2003 wydano numer specjalny (21), upamiętniający wizytę Jana Pawła II w Polskiej Jerozolimie, sponsorowany przez kalwaryjski Urząd Miasta i Gminy. W 2004 Ośrodek Kultury w Kalwarii zrezygnował z wydawania „Nihil Novi” i zrzekł się wszelkich praw do tegoż tytułu. Od tego momentu kalwaryjskie czasopismo stało się nieregularnikiem, redagowanym nadal przez Stanisława Chyczyńskiego, kosztem jego domowego budżetu i dzięki prywatnym darczyńcom. Pismo stało się „inicjatywą żebraczą”. Wiosną 2009 ukazał się nr 23, pt. „Appendix”, który był zwiastunem powrotu do regularnego wydawania czasopisma – przynajmniej raz w roku. Jesienią 2011 wyszedł jubileuszowy numer specjalny (25), pt. „Wojciech Weiss dzisiaj”, częściowo sponsorowany przez UMiG w Kalwarii. Od tego momentu kolejne numery przeważnie realizowano jako wydania specjalne, poświęcone różnym artystom (np. Bronisław Chromy, Kazimierz Wiśniak, Wojciech Kurdziel). Od 2009 (nr 23) krakowski artysta Kazimierz Wiśniak przystąpił do stałej współpracy z „Nihil Novi”, ozdabiając jego łamy swoimi rysunkami.